# Avarua
Avarua is de hoofdstad van de Cookeilanden, een semiautonoom Nieuw-Zeelands territorium in Polynesië. De plaats ligt aan de noordkust van het vulkanische eiland Rarotonga en vormt een van de vijf districten van dat eiland. Avarua telt 5445 inwoners (2006).
Het district grenst aan de Tupapavallei en aan Nikão; de luchthavenzone van dit eiland en komt daarmee globaal overeen met het oude territoriale stamgebied van de Teauotongastam. De plaats ligt op zeeniveau aan de voet van de heuvel Rarotonga (208 meter). De plaats heeft een luchtverbinding via Rarotonga International Airport en een kleine haven. Avarua heeft ongeveer 2600 inwoners en is daarmee ook de grootste plaats op het eiland. De inwoners leven vooral van toerisme, handel, visserij en landbouw.